# Воскресенское (Казань)
Воскресенское (тат. Воскресенски, Васкрисински, Вәскрәсән) — бывшее село, в настоящее время — посёлок (жилой массив) с малоэтажной застройкой в составе Казани.

## Территориальное расположение, границы
Посёлок Воскресенское находится на территории Приволжского района Казани, на западном берегу озера Средний Кабан, напротив Центра гребных видов спорта. Он вытянулся узкой полосой малоэтажной застройки на расстоянии более 1 км вдоль береговой линии, являющейся восточной границей посёлка. Северная граница Воскресенского проходит по окраине поселковой застройки вдоль 100-метрового участка между озером Средний Кабан и улицей Технической. Западная граница посёлка сначала идёт вдоль улицы Технической, а затем ломанной линией проходит между малоэтажной поселковой застройкой и территориями производственного назначения, часть которых занимают Швейная фабрика № 1 и Казанский электротехнический завод (КЭТЗ). Южная граница Воскресенского также проходит ломаной линией вдоль многоэтажной застройки по улицам Поперечно-Мостовая и Авангардная с выходом к берегу озера Средний Кабан.  
В настоящее время территория посёлка Воскресенское состоит из двух частей, разделённых между собой протокой, идущей с территории Казанской ТЭЦ-1 и впадающей в озеро Средний Кабан. Эта протока является отводным каналом, раньше в него сбрасывались излишки тёплой воды, вырабатываемой теплоэлектроцентралью. 
К северу от отводного канала расположена историческая часть посёлка, где возникло село Воскресенское.

## Название
Посёлок известен под названием Воскресенское с XVII века, когда имел статус села. Его название происходит от наименования находившейся здесь церкви.  

## Население
| Год  | Общая численность | Численность мужчин | Численность женщин |
| ---- | ----------------- | ------------------ | ------------------ |
| 1859 | 293               | 136                | 157                |
| 1885 | 314               | 145                | 169                |
| 1897 | 354               | —                  | —                  |
| 1904 | 369               | 180                | 189                |
| 1907 | 418               | —                  | —                  |
| 1927 | 190               | —                  | —                  |

Исторически Воскресенское являлось русским селом.

## Административно-территориальная принадлежность
Во второй половине 1860-х годов в составе Казанского уезда Казанской губернии была образована Воскресенская волость, центром которой до 1920 года было село Воскресенское. 
С образованием в 1920 году Татарской АССР уезды были упразднены и заменены кантонами, которые также делились на волости. Воскресенская волость сохранилась, но теперь уже в составе Арского кантона. При этом село Воскресенское лишь формально считалось волостным центром, в то время как Воскресенский волисполком (волостной исполнительный комитет) до 1927 года находился в Казани, размещаясь в здании по адресу: улица Георгиевская, дом 61. 
В 1927 году в рамках процесса районирования из Арского кантона была выделена юго-западная часть, на территории которой был создан Казанский район с центром в Казани. В состав этого района вошли пригородные территории вокруг столицы Татарской АССР, в том числе село Воскресенское, которое в этот период являлось центром Воскресенского сельсовета (в состав сельсовета, помимо села Воскресенского, также входили деревня  Поповка, Рабочий посёлок и посёлок Калининский).
В первой половине 1930-х годов село Воскресенское вошло в черту Казани, став городским посёлком в составе Сталинского района (это произошло между 1930 годом, когда село ещё находилось за пределами Казани, и 1935 годом, когда оно уже являлось частью городской территории; вероятная дата включения Воскресенского в черту города — 1931 год, когда Нижегородский район был преобразован в Сталинский).
1 апреля 1942 года на части территорий Сталинского и Молотовского районов был создан Свердловский район. Посёлок Воскресенское был включён в его состав и находился в Свердловском районе вплоть до его упразднения в декабре 1956 года. 
7 декабря 1956 года Свердловский район был присоединён к Сталинскому, после чего укрупнённый район получил новое название — Приволжский. Посёлок Воскресенское стал частью этого района и с тех пор не менял своей районной принадлежности.

## История

### Дореволюционный период (до 1917 года)
Село под названием Воскресенское впервые упоминается в Писцовой книге Казанского уезда 1647—1656 годов под 1649 годом (в первоисточнике — 7156 год от сотворения мира) как дворцовое село, «что под городо[м], а преж сего была деревня Выползово, н[а] Кабане Середнем». 
В этом же источнике упоминается более ранняя дата существования этого населённого пункта — 1601 год (в первоисточнике — 7109 год от сотворения мира), но не как деревня Выползово, а под более поздним (современным для источника) названием (село Воскресенское): «И ис тех сенных покосов, по челобитью государева села Воскресенского крестьян и по сыску и по приправочным казанским отделным книгам Недая Саламыкова 109-го году, отведено к селу Воскресенскому покосов четырнатцать десятин».
К началу XVII века относятся первые сведения о количестве дворов в деревне Выползово: «В 1616 году в деревне было 9 крестьянских дворов и один бобыльский двор. Крестьяне пахали государственную пашню в селе Царицыно. Бобыли платили государеву казну оброку по полтиною. К деревне пашни более 23 четв., зар. и дубрав 10 дес., сена „около болота“ 130 копен».
В середине XVII века село Воскресенское имело следующие земельные наделы:
«пашни десятинные [рос]пахивали на государя мерою девять длин[ников], три поперечника с полупоперечником, итого тритцать одна десятина с полудесятиною в поле, а в дву по тому ж; да крестьянские пашни ж восмь длинников, двенатцать поперечников с третью поперечника, итого девяносто девять десятин без трети в поле, а в дву по тому ж. Того ж села Воскресенского подле озера Кабана ж Середнего лесные розчисти в поле четыре десятины, а в дву по тому ж. Того ж села в околице выгонные земли и болота для животинного выпуску мерою три длинника, полтретья поперечника, итого семь десятин с полудесятиною. Того ж села сенных покосов старых около поль и около болота на сто на тритцать копен да покосов же прикащиковых на сто копен. Да „церковных покосов сенных“ к тому ж селу Воскресенскому отхожих сенных покосов в лугу Преображенского монастыря под деревнею Поповкою в межах тое ж деревни с крестьянскими покосы мерою семь длинников, четыре поперечника, итого дватцать восмь десятин. Да к тому ж селу, что подле тех же покосов по гривке, сенных же покосов, что владели того ж села деревни Кокушкины крестьяне, мерою семь длинников, два поперечника, итого четырнатцать десятин. И по челобитью села Воскресенского крестьян и по сыску, и по приправочным книгам 109-го году те спорные сенные покосы отведены к государеву селу Воскресенскому крестьяном. И обоего к государеву селу Воскресенскому в лугу отхожих сенных покосов сорок две десятины, опричь старых сенных покосов, что описаны под селом выше сего…».
До 1797 года жители села Воскресенское являлись дворцовыми крестьянами, а затем до 1866 года — удельными крестьянами. В 1859 году в селе насчитывался 41 двор, в 1885 — 54 двора, в 1904 — 69 дворов. 
Вероятно, первая церковь появилась в Воскресенском уже XVII веке, когда утвердились его название и статус села. По крайней мере, картографические материалы XVIII века (1729 и 1785 годов) указывают на наличие храма в этом селе, хотя сведений о нём не сохранилось. Впрочем, И. А. Износков позже (1885) отмечал, что приходским праздником жителей Воскресенского был «день бессеребренников Косьмы и Дамиана», а «прежняя деревянная церковь в селе была построена, говорят, в честь этих святых».
В 1797 году в Воскресенском была построена новая деревянная приходская церковь, которую в 1893 году перестроили на средства прихожан; церковь имела два престола: «главный, холодный, в честь Обновления храма Воскресения Христова, придел тёплый во имя Свят. Николая Чудотворца». По состоянию на 1904 год, численность её прихода составляла 1571 человек (в том числе 75 раскольников) — это жители села Воскресенское, а также деревень Кукушкино, Большие Отары, Малые Отары и Победилово. 
В начале XX века деревянное здание церкви пришло в ветхое состояние, поэтому 4 июля 1909 года в Воскресенском заложили каменный храм. Чин закладки храма совершил второй викарий Казанской епархии епископ Чебоксарский Михаил. Ему сослужили профессор Казанской духовной академии митрофорный протоиерей Ефимий Малов, местные благочинные и духовенство из соседних поселений. В советский период каменная церковь была закрыта и долгие годы использовалась по иному назначению; к настоящему времени от неё сохранились лишь стены. Что касается здания прежней деревянной церкви, находившейся на соседнем земельном участке, то она была разобрана в 1961 году.
В 1842—1872 годах в Воскресенском находилось сельское училище, которое до 1866 года являлось «приказным» (содержалось за счёт Удельного ведомства), а затем получило статус земского училища; в 1861 году в нём было до 20 учащихся, обучением которых занимались казанский священник Тихомиров и удельный крестьянин Семёнов. В 1873 году земское сельское училище было переведено из Воскресенского в деревню Кукушкино, но в 1884 году местный священник Дмитриевский открыл в селе церковно-приходскую школу. В начале XX века в ней обучалось 17 мальчиков и 9 девочек. 
В середине XIX века село Воскресенское находилось от Казани на расстоянии 3 вёрст. С городом его связывала довольно плохая грунтовая дорога. От Казани она шла в южном направлении вдоль озера Средний (Дальний) Кабан, но не по берегу, а на значительном расстоянии от него, через деревню Жировка, затем через село Воскресенское и далее в сторону деревни Борисково. 
Расположенная севернее Воскресенского деревня Жировка считалась частью этого села. Поэтому её жители входили в Воскресенское сельское общество, которое, по состоянию на 1885 год, имело земельный надел площадью 537,5 десятин в дачах «с. Воскресенск. с дерев.». Помимо хлебопашества, многие жители Воскресенского занимались ломовым извозом, а некоторые — торговлей и ремёслами. В самом селе имелось 3 лавки, одна кузница и одно питейное заведение.
С открытием во второй половине XIX века пароходного сообщения по озеру Средний (Дальний) Кабан в Воскресенском и вдоль берега к югу от него стали возникать дачи. 
Историк Николай Загоскин в конце XIX века так описывал эту местность: 
«Село Воскресенское, одно из подгорных казанских дачных мест, считающееся от Казани в трёх верстах. Тотчас же за селом, среди обрамляющей берег озера красивой поросли выступают из зелени изящные, выстроенные в лёгком мавританском стиле дачи гг. Апанаева, Бурнаева и Сайдашева — крупных представителей местного мусульманского коммерческого мира. Начиная от с. Воскресенского, группы дач тянутся по правой стороне озера до самого его конца. Здесь в последовательном порядке следуют: дачи Андреевского (бывш. Унжениных), Смирнова (бывш. Попова) и Серебренникова».
Здесь же находилась загородная Воскресенская дача, принадлежавшая удельному ведомству, на территории которой располагались завод по обработке солодкового корня и «кирпичный сарай» (кирпичное производство). К началу XX века почти всё западное побережье Среднего (Дальнего) Кабана южнее Воскресенского превратилось в зону дачного отдыха и развлечений, но из-за плохого состояния дороги сообщение с Казанью в основном осуществлялось водным путём. 
«Кроме частных дач здесь были места, доступные для публики. Знаменитая „Аркадия“, открытая Свешниковым и Тарасовым в 1895 году, находилась на дачах Андреевского, представляла собой гуляние с рестораном, музыкой и другими увеселениями. Далее располагался „Чертов угол“ у дач Серебрянникова (Серебреникова). В конце 1870-х там появились ресторан, кумысолечебница и „прочие места для общественных собраний и увеселений“. Место было популярным примерно до 1920—30-х годов, пока не начали рушиться берега „Чертова угла“, и уходить под воду не начала вся развлекательная инфраструктура».
В самом Воскресенском появились дачи, сдаваемые летом внаём небогатым жителям Казани. Эта особенность сохранилась и в первые годы советской власти. Например, в справочнике-путеводителе по Казани 1926 года отмечается: 
«По левому берегу озера Средний Кабан расположено село Воскресенское, связанное с городом посёлком Жировка. В виду доступных цен на дачи и продукты, здесь живут служащие с небольшими окладами жалования. Сообщение с городом по оз. Кабан на лодках».

### Советский период (1917—1991 годы)
До 1924 года северная граница территории землепользования села Воскресенского проходила вдоль участка городской черты Казани протяжённостью около 850 метров — от западного берега озера Средний Кабан и почти до «Магометанского кладбища». 9 ноября 1924 года было принято постановление Центрального Исполнительного Комитета и Совета Народных Комиссаров Татарской АССР, на основании которого прилегавшая к городской черте деревня Жировка была включена в состав Казани. Но поскольку часть её жителей продолжала заниматься сельским хозяйством, из них образовали самостоятельное сельское общество, за которым сохранили право пользования земельными наделами, при том что сами эти земли оставались под управлением Воскресенского волостного исполкома.
Первые советские пятилетки внесли изменения в образ жизни жителей села Воскресенское и окружающий его ландшафт. На берегу озера Средний Кабан, на части территорий казанской слободы Поповка и бывшей деревни Жировка 5 мая 1930 года началось строительство Казанской ГРЭС (ныне — Казанская ТЭЦ-1) — одной из ударных строек первой пятилетки (1928—1932). 17 января 1933 года была введена в эксплуатацию её первая очередь мощностью 20 тыс. кВт⋅ч, что позволило увеличить энергетическую базу Татарской АССР более чем в три раза.   
В 1932 году примерно в километре южнее от Казанской ГРЭС, на территории землепользования села Воскресенское началось строительство завода синтетического каучука — четвёртого в СССР после Ярославского (СК-1), Воронежского (СК-2) и Ефремовского (СК-3). Оно шло с большими трудностями: ассигнования на строительство завода сократились — вместо первоначальных 20 млн рублей было выделено 1 млн рублей, в результате чего в феврале 1933 года темп строительных работ замедлился. Но благодаря усилиям руководства Татарского обкома ВКП(б) и начальника строительства Ф. В. Егорова, добившихся встречи с Серго Орджоникидзе, удалось восстановить прежний объём финансирования и повысить темп строительных работ. В результате в 1934 году возведение основных технологических цехов было завершено, а в 1936 году была введена в эксплуатацию первая очередь завода СК-4 (официальное название с 1935 года — Казанский завод синтетического каучука им. С. М. Кирова). 
Недалеко от завода СК-4, примерно в полукилометре к юго-западу от Воскресенского, в 1938 году начал работу Казанский завод искусственных кож («Искож») — третье промышленное предприятие, возведённое за годы первых пятилеток в окрестностях данного населённого пункта. 
В результате появления этих трёх предприятий в 1930-е годы к западу от озера Средний Кабан стала формироваться Южная промышленная зона — одна из крупных в Казани. В первой половине 1930-х годов вся эта территория вместе с селом Воскресенское, а также расположенными в его окрестностях другими населёнными пунктами (к западу — деревня Поповка; южнее — посёлок Калининский и деревня Борисково), была включена в состав Казани, оказавшись в границах Сталинского района города. Воскресенское стало городским посёлком, утратив прежнюю привлекательность как места загородного дачного отдыха.
В годы Великой Отечественной войны (1941—1945) Казанская ГРЭС, заводы СК-4 и «Искож», а также появившийся (1941—1942) рядом с ними и вблизи от Воскресенского завод резиновых технических изделий (РТИ), имевшие важное оборонное значение, по итогам немецких авиаразведок (в июле 1942 и августе 1943 годов) были выделены как потенциальные объекты для воздушных бомбардировок. Но по причине отдалённости от линии фронта Казань смогла избежать вражеских авианалётов. 
По окончании войны развитие Южной промзоны в окрестностях Воскресенского продолжилось. Во второй половине 1940-х — 1960-е годы здесь появилось ещё несколько предприятий, в том числе завод «Теплоконтроль» (в 600 метрах южнее Воскресенского), строительство которого началось в 1947 году, а первая очередь была введена в эксплуатацию 13 октября 1952 года. В 1950-е годы в крупное предприятие превратился завод РТИ (ныне — АО «КВАРТ»).

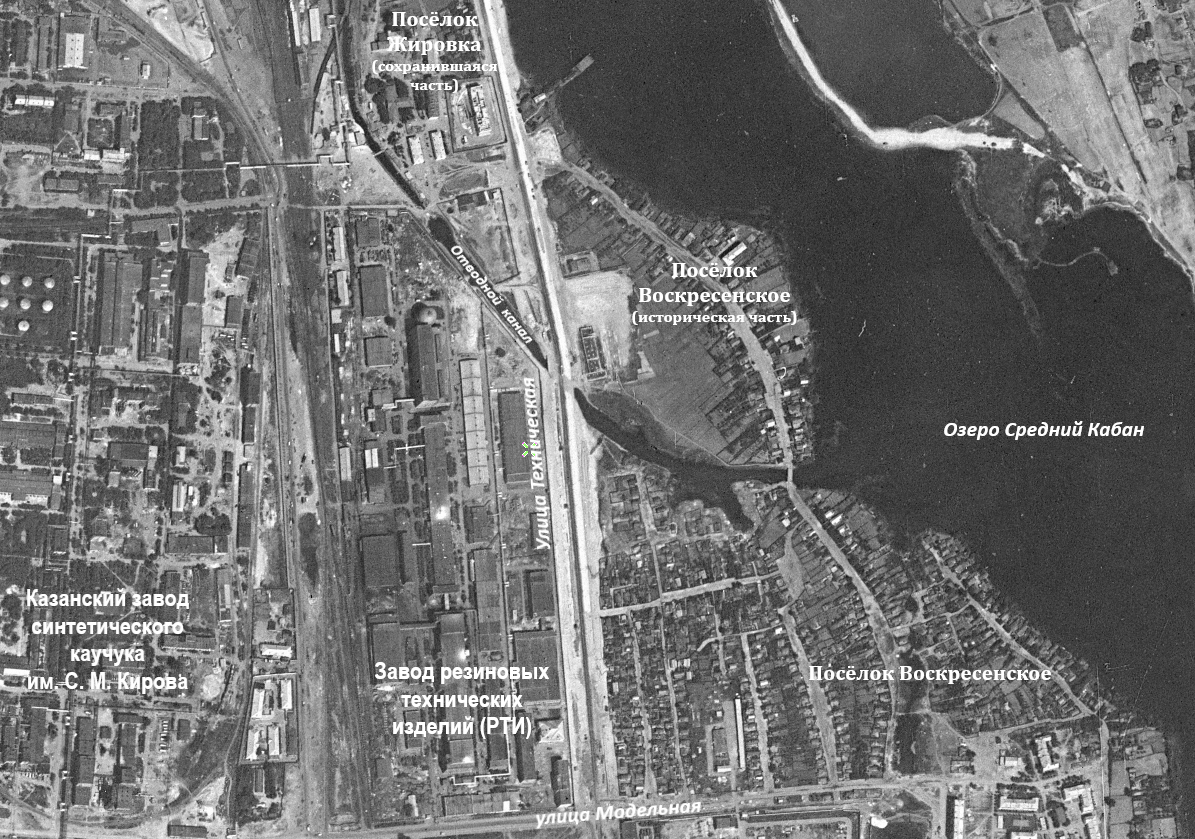
Посёлок Воскресенское и его окрестности на снимке с американского спутника (7 июня 1966)

Развивался и сам посёлок, территория которого к середине 1960-х годов значительно увеличилась. Рост происходил за счёт предоставления гражданам участков для одноэтажной частной застройки — в послевоенные годы таким способом пытались снизить остроту жилищного кризиса. Но застройка осуществлялась не в исторической части Воскресенского, а южнее её, на другой стороне отводного канала, идущего от Казанской ТЭЦ-1. Здесь поселковые дома заняли почти весь квартал, образуемый улицами Технической и Модельной. Позже, однако, часть этой жилой застройки ликвидируют, а территорию передадут под производственные объекты. 
К северу-западу от Воскресенского, на территории, прилегающей к Казанской ТЭЦ-1, сохранилась южная окраина исчезнувшего в основном в 1930-х годах посёлка Жировка. В послевоенные годы от него сохранился южный участок улицы Новобытной, вдоль которой в конце 1950-х — начале 1960-х годов построили несколько двухэтажных многоквартирных домов. Позже некоторые из них были разрушены, но те, что сохранились до настоящего времени, получили адресацию по улице Технической. Тем самым, название улицы Новобытной было стёрто с карты Казани. 
К югу от посёлка Воскресенское в конце 1950-х — 1960-е годы возвели жилой микрорайон, получивший неофициальное название Теплоконтроль — по названию прилегающего к микрорайону завода, на котором работали многие его жители. До строительства микрорайона на этом месте находился Рабочий посёлок, появившийся не позже 1930 года (по состоянию на этот год, в нём проживало 189 человек).  
Активная промышленное освоение в послевоенные годы Южной промзоны, а также жилищное строительство к востоку от неё, потребовали строительства здесь автодорог с твёрдым покрытием для обеспечения устойчивого сообщения с центром Казани. В 1950-е — 1960-е годы были построены основные транспортные артерии, в том числе улица Техническая, которую заасфальтируют в 1961 году. Благодаря этому по ней было организовано регулярное автобусное сообщение, связавшее посёлок Воскресенское с остальными частями города.

#### Транспорт
В 1961 году по улице Технической рядом с Воскресенским проходило три автобусных маршрута. Два из них были кольцевые — 4 и 14. Маршрут 4 следовал от площади Куйбышева (ныне — площадь Тукая) по улицам Татарстан, Тукаевская, Техническая и далее, минуя завод «Теплоконтроль», шёл до посёлка Борисково, после чего возвращался в центр города по Фермскому шоссе, Оренбургскому тракту, улицам Жданова (ныне — улица Нурсултана Назарбаева) и Свердлова (ныне — улица Петербургская). Автобус 14 шёл по тому же маршруту в обратном направлении. Рядом с Воскресенским также проходил автобус 13 маршрута, шедший от посёлка Давликеево до улицы Лебедева, к Казанскому заводу синтетического каучука им. С. М. Кирова. Эти же маршруты ходили и в 1970 году. 
В 1959 году по улице Технической, минуя посёлок Воскресенское, были проложены трамвайные рельсы с конечной «кольцевой» остановкой у завода «Искож». По ним были пущены два трамвайных маршрута: 3-й (завод «Искож» — ул. Николая Ершова) и 10-й (завод «Искож» — ул. Газовая). В 1963 году рельсы продлили до посёлка Борисково, после чего по данной ветке был пущен 8 маршрут (Борисково — ул. Николая Ершова), а трамваи 3 маршрута стали ходить до Компрессорного завода. Позже на этой линии осталось два маршрута: пиковый 3-й (Борисково — ул. Татарстан) и 8-й (Борисково — ул. Николая Ершова), но в 2005—2014 годах их ликвидировали.

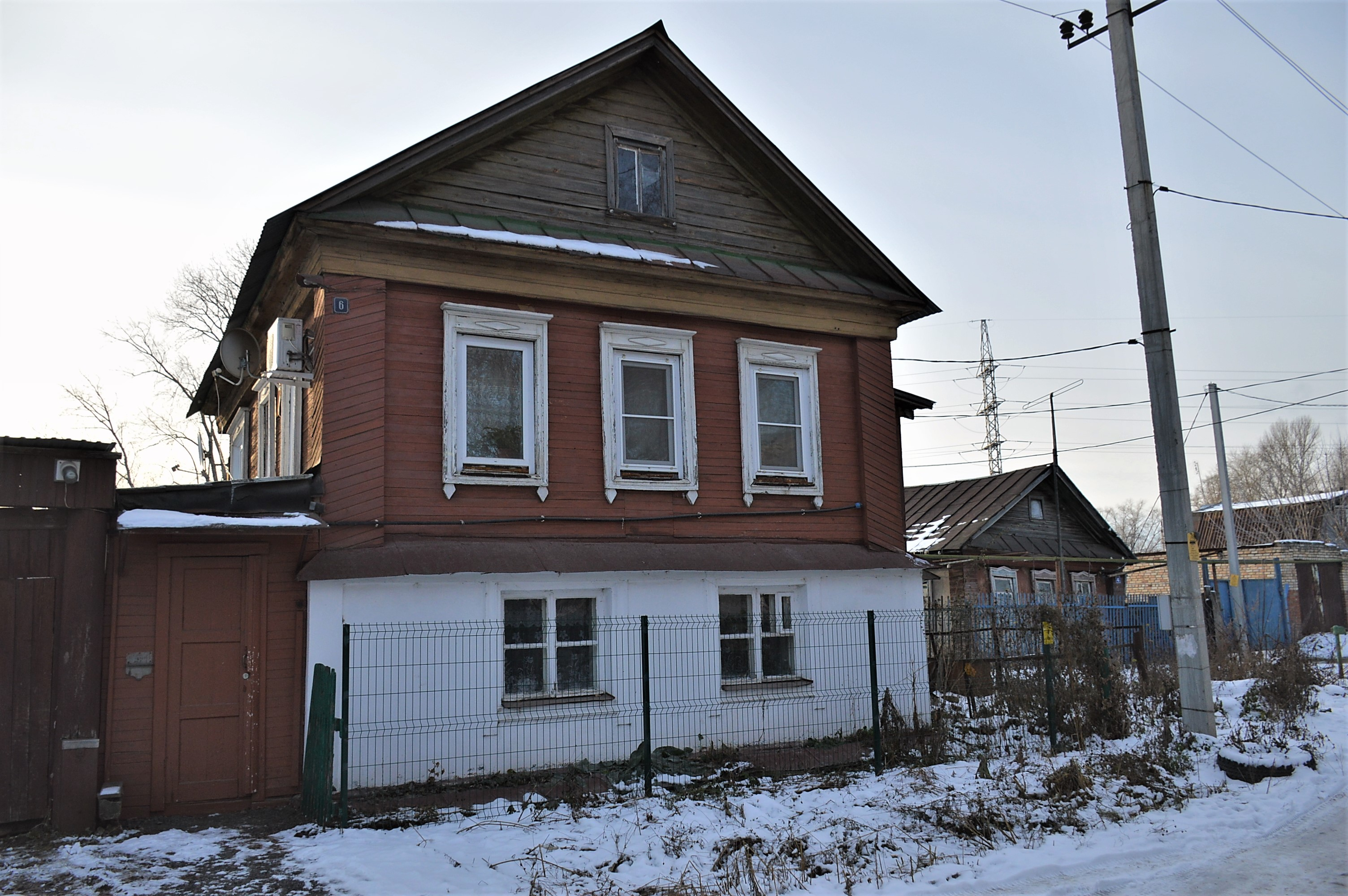
Жилой дом: ул. Воскресенская, 6 (ноябрь 2021)
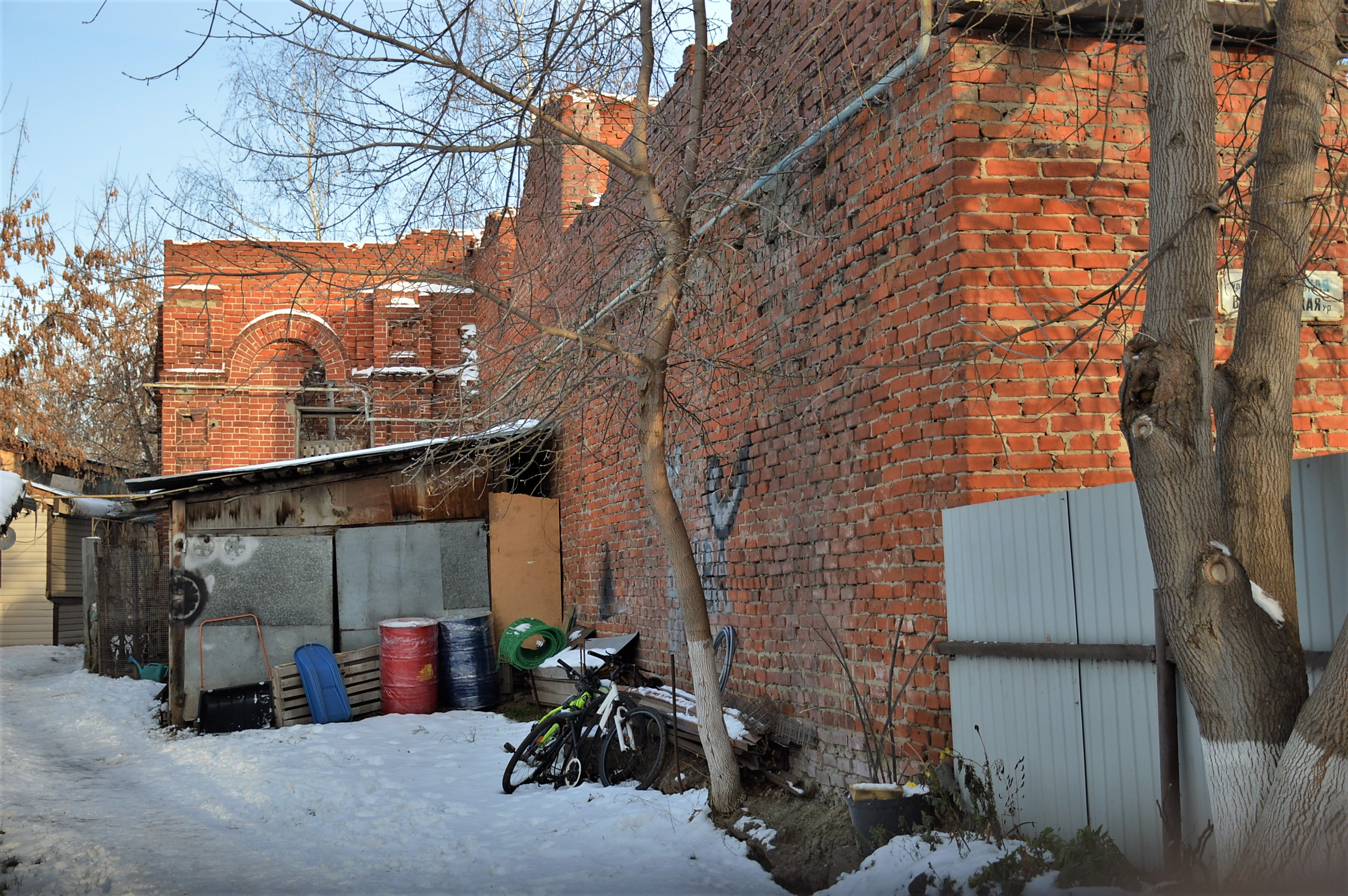
Сохранившиеся развалины здания церкви начала XX века (ноябрь 2021)
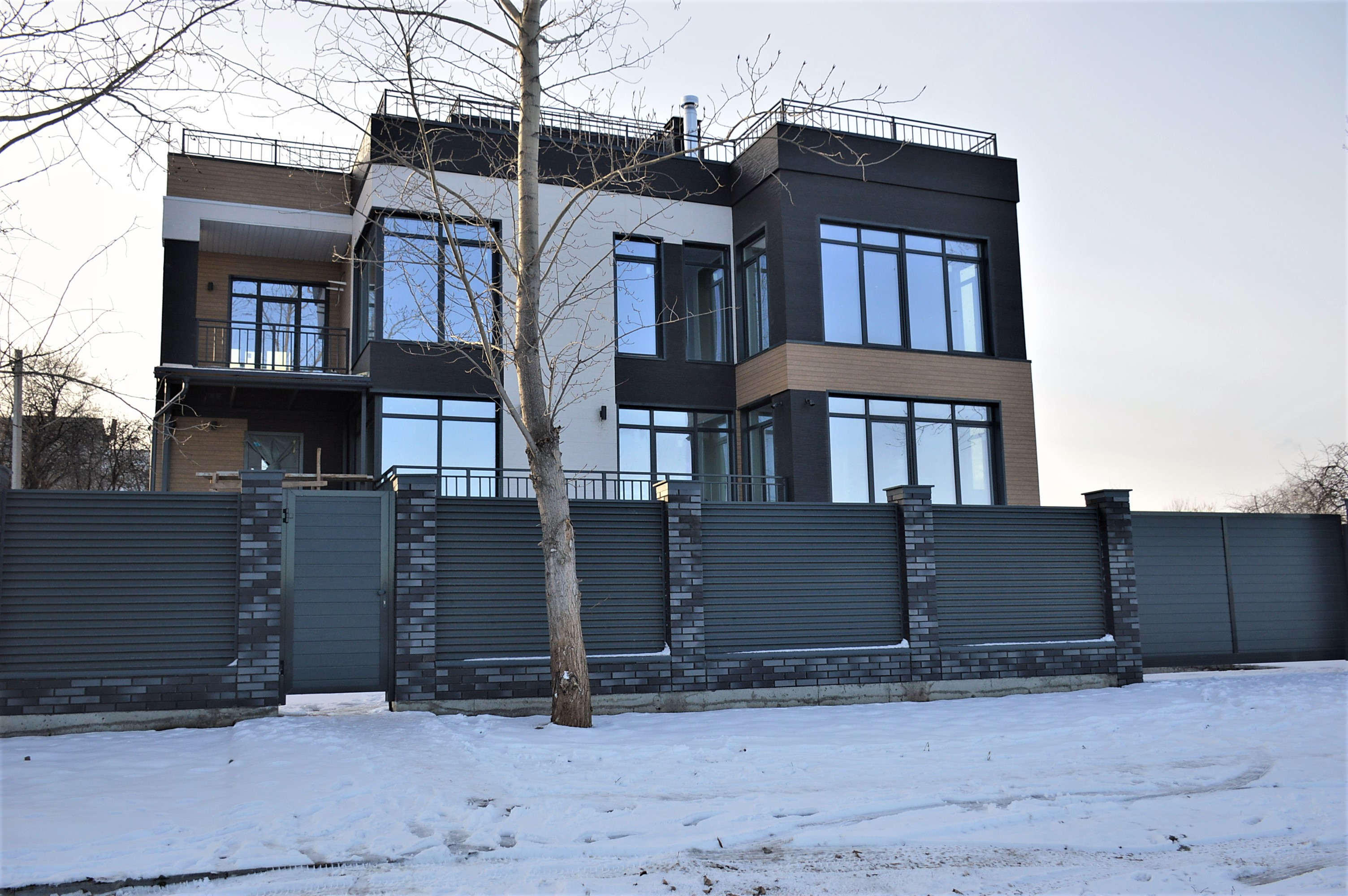
Дом на улице Задне-Воскресенской (ноябрь 2021)
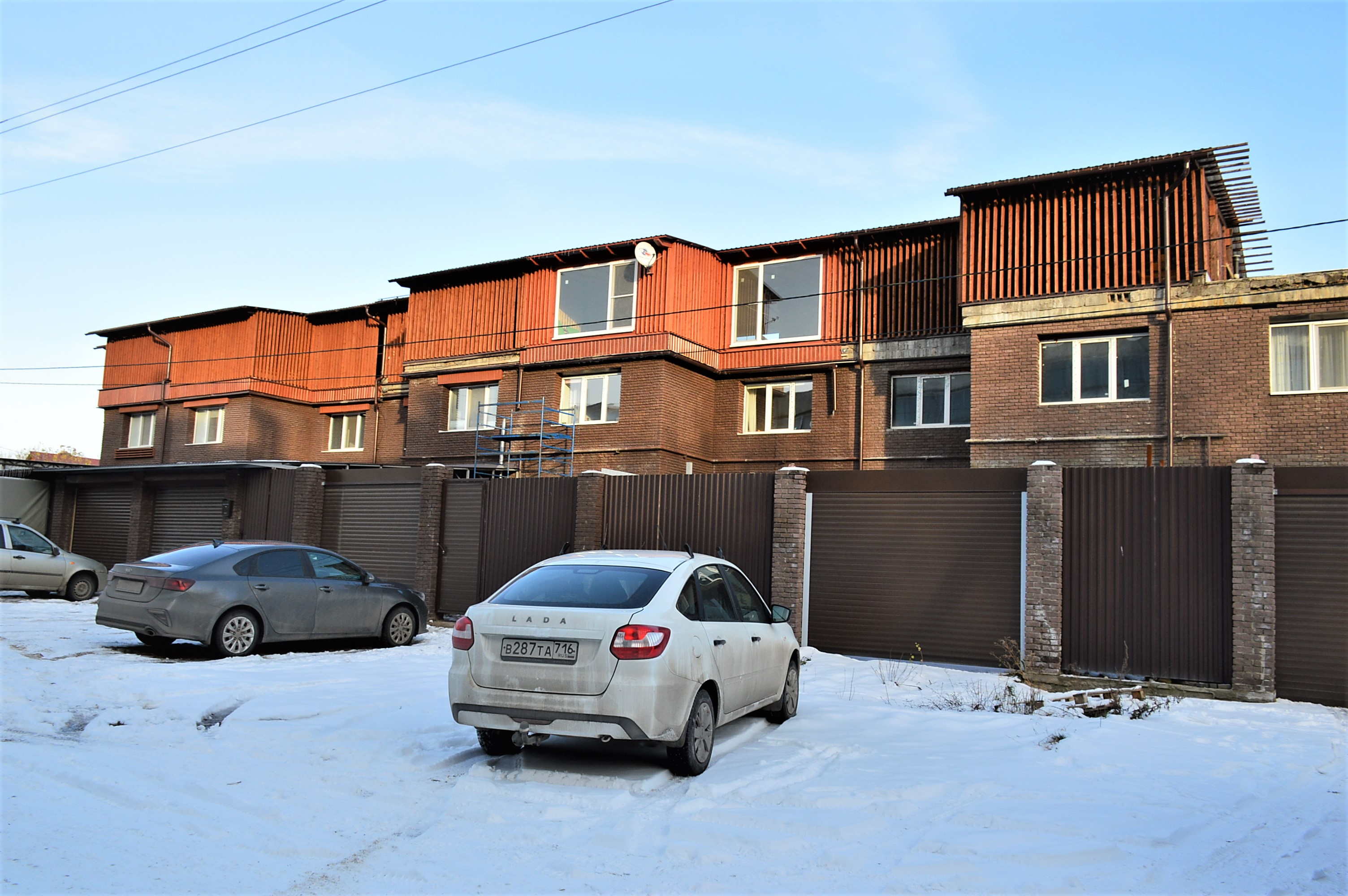
Таунхаус на улице Воскресенской (ноябрь 2021)
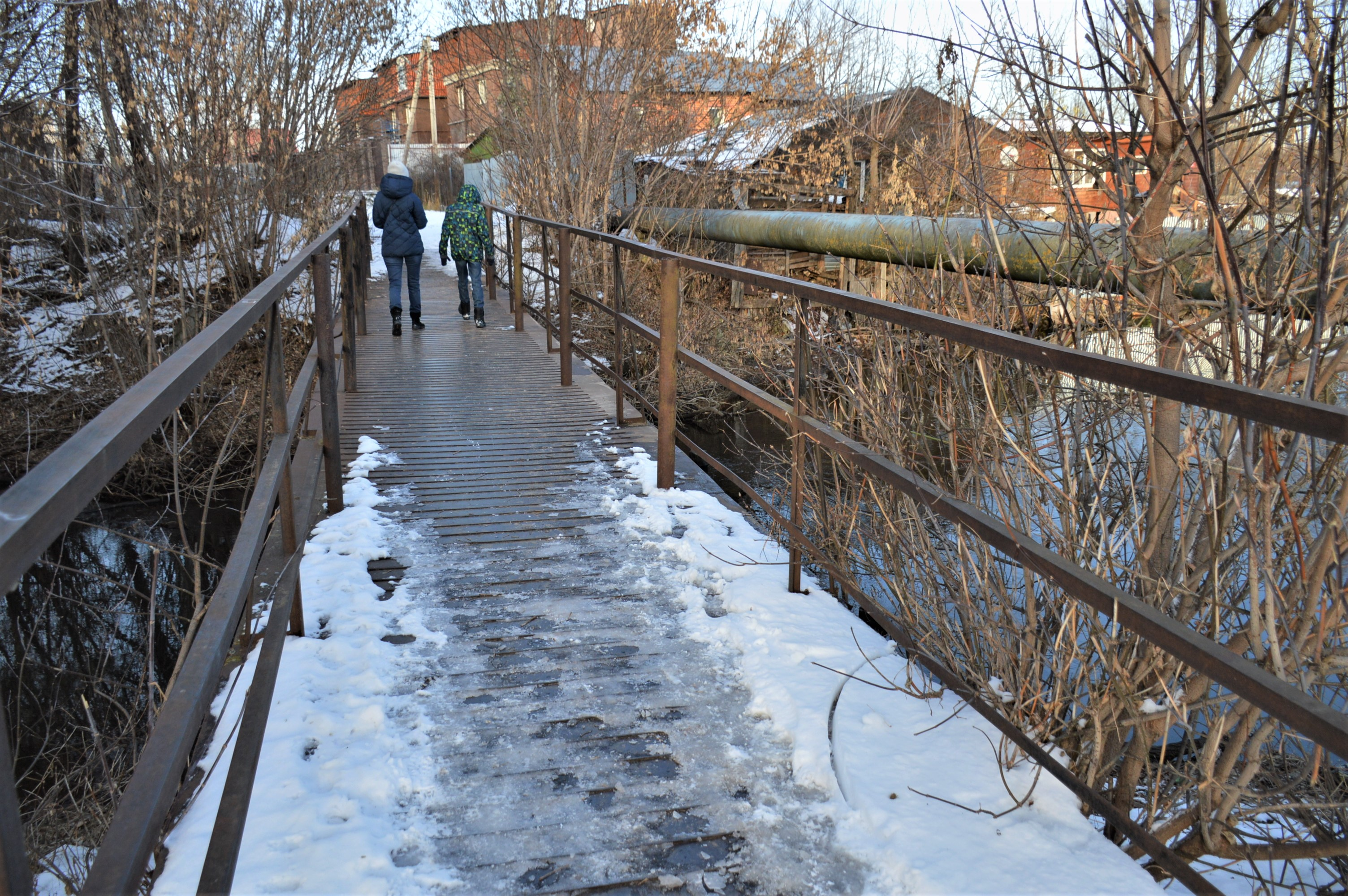
Пешеходный мост через отводной канал (ноябрь 2021)

## Уличная сеть
Формально в посёлке Воскресенское имеется 10 улиц, самой старой из которых является улица Воскресенская. 
Из всех улиц посёлка самой протяжённой является улица Авангардная (2,16 км), но в границах поселковой территории её длина составляет лишь 396 м. С учётом этого самыми протяжёнными улицами в посёлке являются Задне-Воскресенская (607 м) и Воскресенская (600 м), а самой короткой улицей — Задне-Мостовая (64 м). 
Улица Поперечно-Мостовая — единственная в посёлке Воскресенское, имеющая асфальтовое покрытие, но только потому, что является проездом внутри двора, образованного тремя многоквартирными домами. По ней же проходит участок южной границы посёлка. 
В прошлом в состав посёлка входило ещё несколько улиц — Поперечно-Заводская, 1-я Заводская, 2-я Заводская, 3-я Заводская и 4-я Заводская, но к настоящему времени почти все домовладения вдоль них ликвидированы. По состоянию на 2021 год, осталось лишь три домовладения, сохранившие по ним адресацию — ул. 1-я Заводская, 10; ул. 2-я Заводская, 1; ул. 4-я Заводская, 16 (улицы 3-я Заводская и Поперечно-Заводская полностью утратили домовладения). Остальная часть бывшего поселкового пространства вдоль этих улиц заброшена и густо заросла древесной растительностью. Поэтому эти улицы можно считать поселковыми лишь с определённой степенью условности.                   
| Список улиц посёлка Воскресенское | Список улиц посёлка Воскресенское | Список улиц посёлка Воскресенское      | Список улиц посёлка Воскресенское                                     | Список улиц посёлка Воскресенское | Список улиц посёлка Воскресенское |
| Название улицы                    | Фотоизображение                   | Вариант адресной таблички              | Документ, которым утверждено название                                 | Прежнее название                  | Длина (в метрах)                  |
| --------------------------------- | --------------------------------- | -------------------------------------- | --------------------------------------------------------------------- | --------------------------------- | --------------------------------- |
| Авангардная улица                 |                                   |                                        | Решение Казанского горисполкома от 3 февраля 1960 года № 35           | Зайни Султанова улица             | 2160                              |
| Воскресенская улица               |                                   |                                        | Не позже 1940                                                         | —                                 | 600                               |
| Заводская 1-я улица               |                                   |                                        | —                                                                     | —                                 | —                                 |
| Заводская 2-я улица               |                                   |                                        | —                                                                     | —                                 | —                                 |
| Заводская 4-я улица               |                                   |                                        | —                                                                     | —                                 | —                                 |
| Задне-Воскресенская улица         |                                   |                                        | —                                                                     | —                                 | 607                               |
| Задне-Мостовая улица              |                                   |                                        | —                                                                     | —                                 | 64                                |
| Мостовая улица                    |                                   |                                        | В Реестре названий улиц города Казани содержится ошибочная информация | —                                 | 557                               |
| Поперечно-Заводская улица         |                                   | Нет домов с адресацией по данной улице | —                                                                     | —                                 | 272                               |
| Поперечно-Мостовая улица          |                                   |                                        | —                                                                     | —                                 | 94                                |

### Уличные топонимы (годонимы) посёлка Воскресенское
Наименования 5 улиц посёлка Воскресенское имеют местное происхождение. Название самого села (посёлка) увековечено в наименованиях двух улиц — Воскресенской и Задне-Воскресенской. Улица Мостовая названа по пешеходному мосту, переброшенному через отводной канал, разделяющий посёлок на северную и южную части; она начинается от моста и идёт в южном направлении до улицы Модельной, находящейся уже за пределами поселковой территории. В наименованиях трёх улиц отражено их периферийное положение по отношению к главным улицам посёлка: две из них находятся «на задах» — Задне-Воскресенская и Задне-Мостовая, одна улица проходит поперёк — Поперечно-Мостовая.  
Лишь название улицы Авангардной имеет идеологический оттенок — улица названа в честь авангарда (передовой части) советского общества, то есть в честь коммунистов и пролетариата.

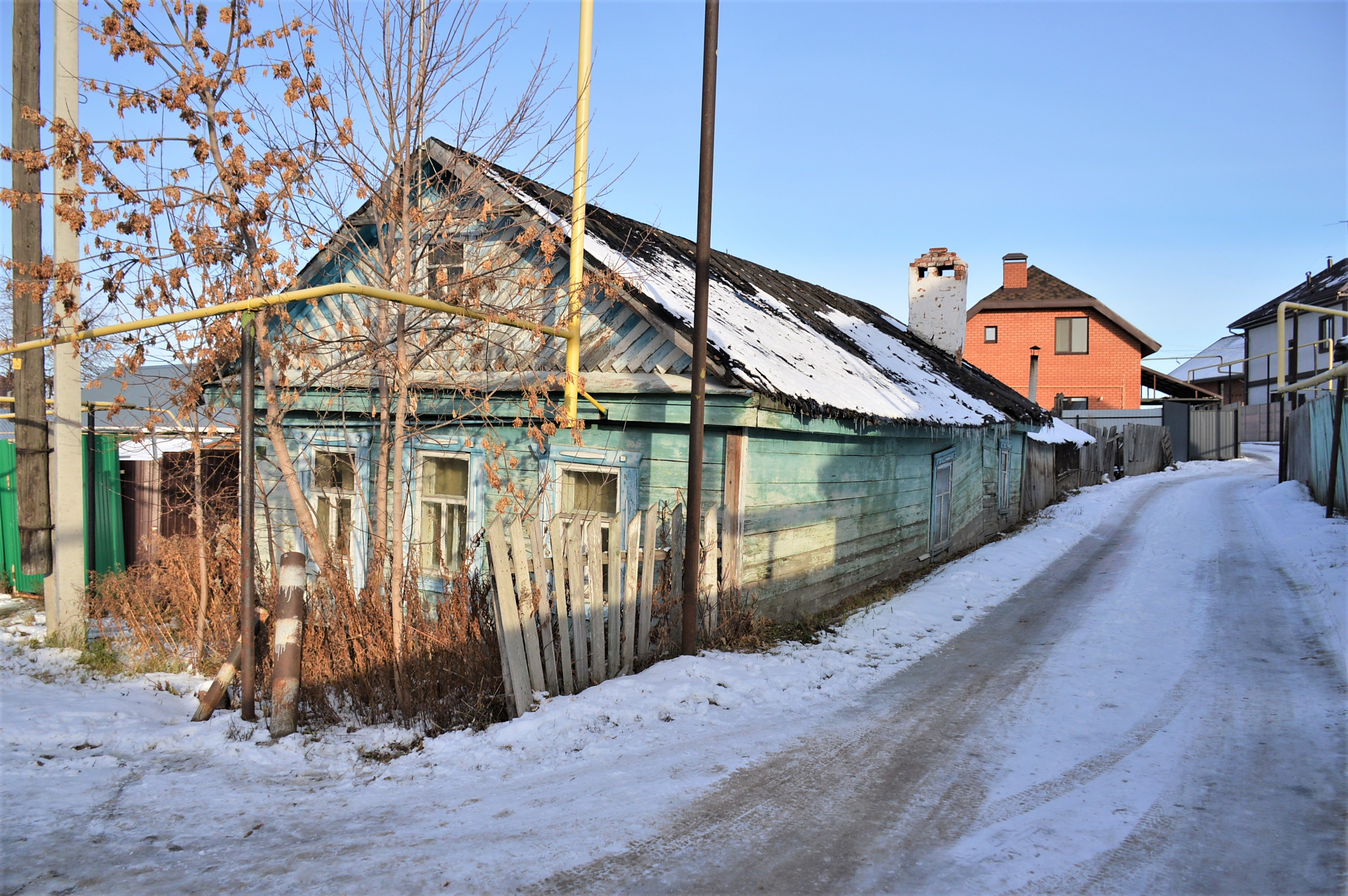
Жилой дом: ул. Мостовая, 41 (ноябрь 2021)
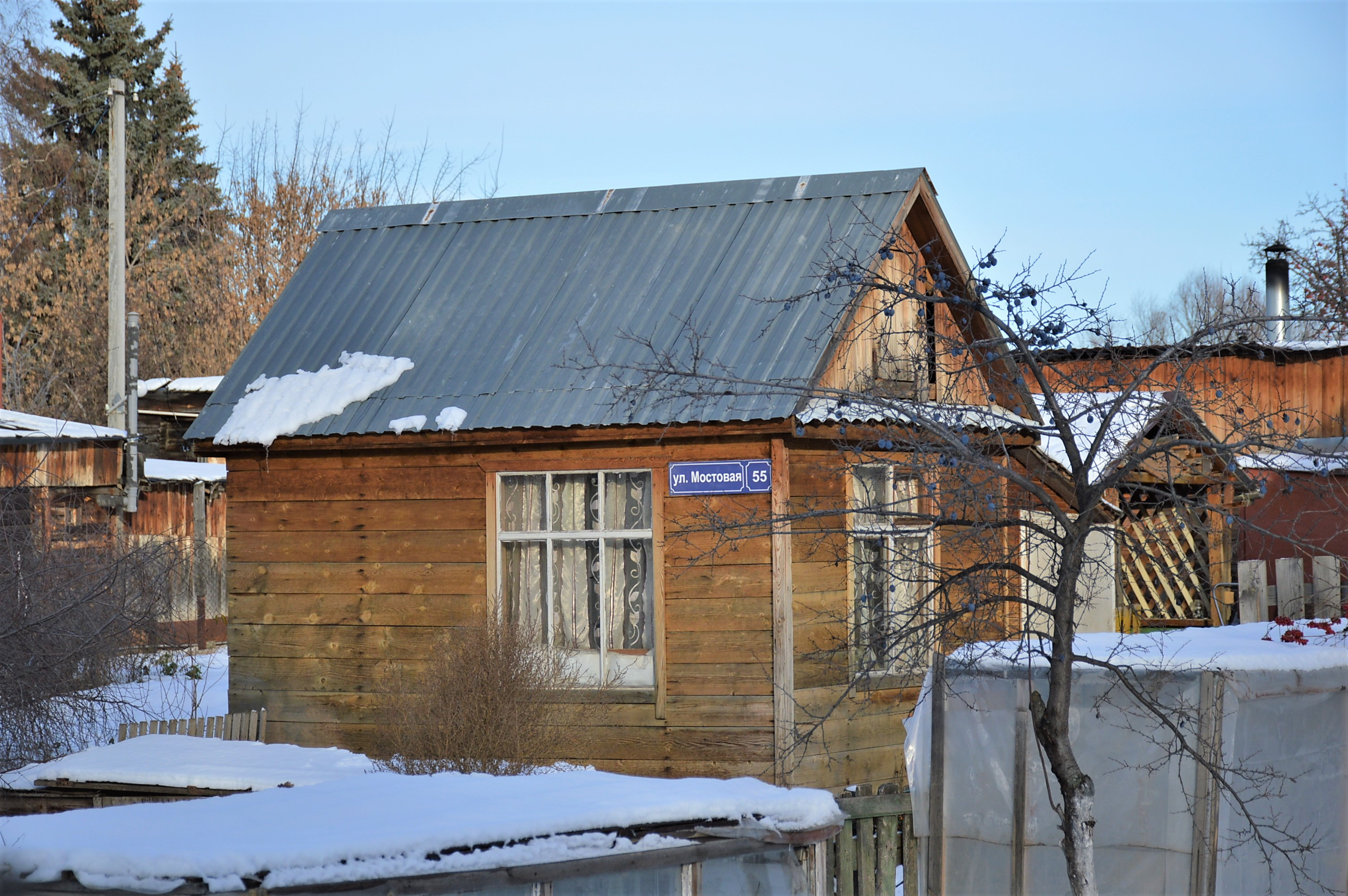
Жилой дом: ул. Мостовая, 55 (ноябрь 2021)
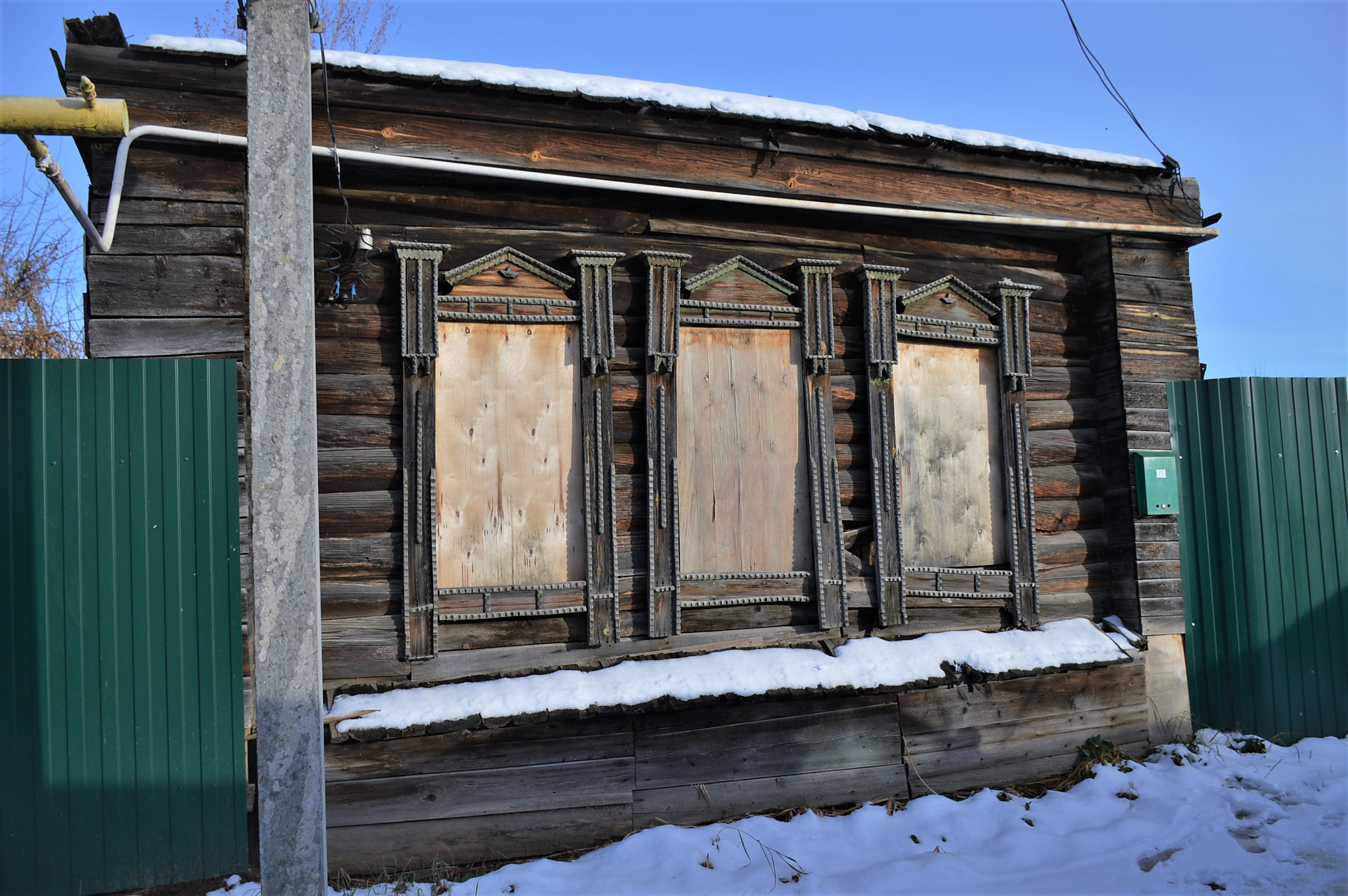
Заброшенный дом: ул. Задне-Мостовая, 8 (ноябрь 2021)
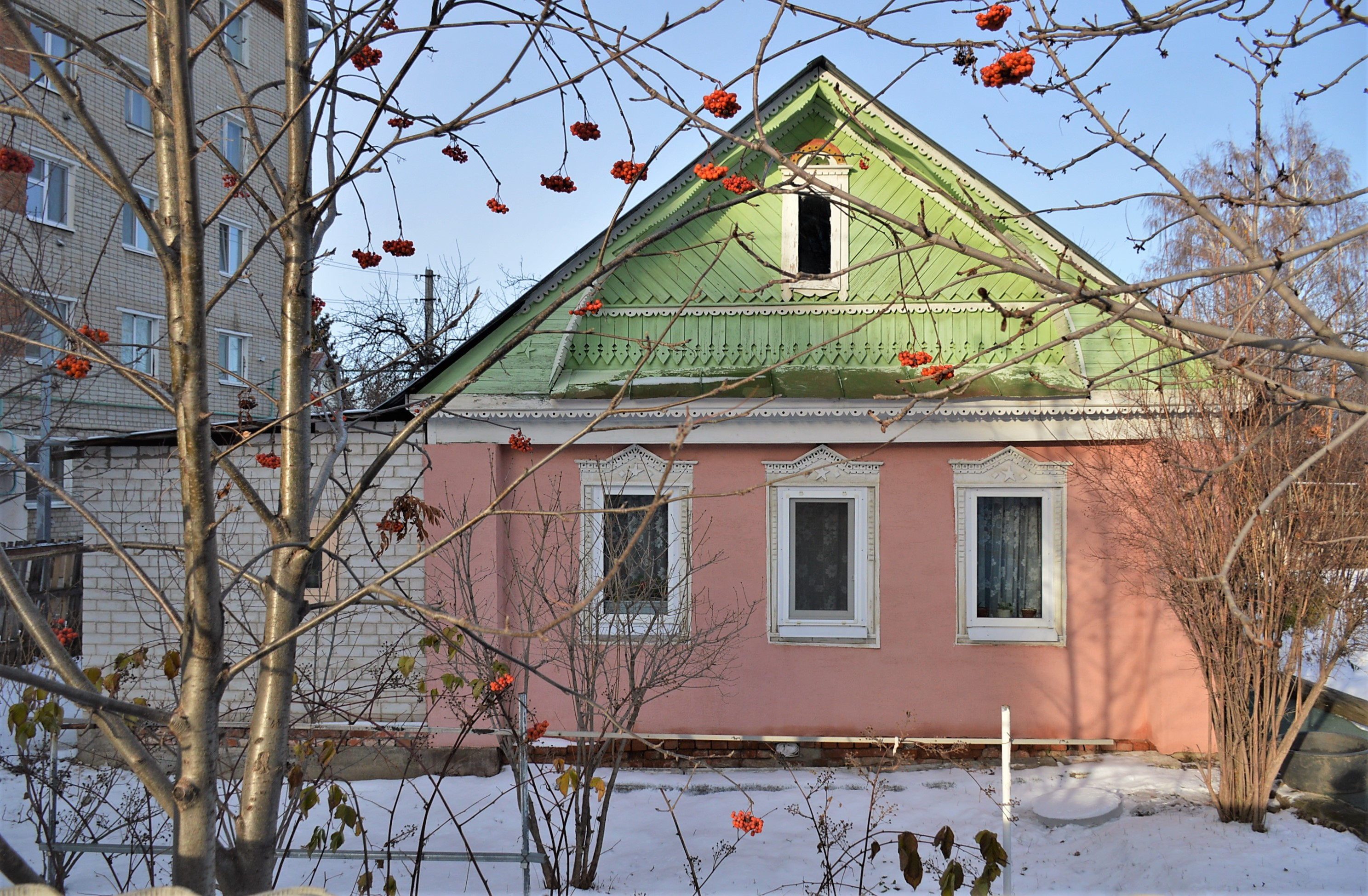
Единственный сохранившийся дом на улице Поперечно-Мостовой (ноябрь 2021)
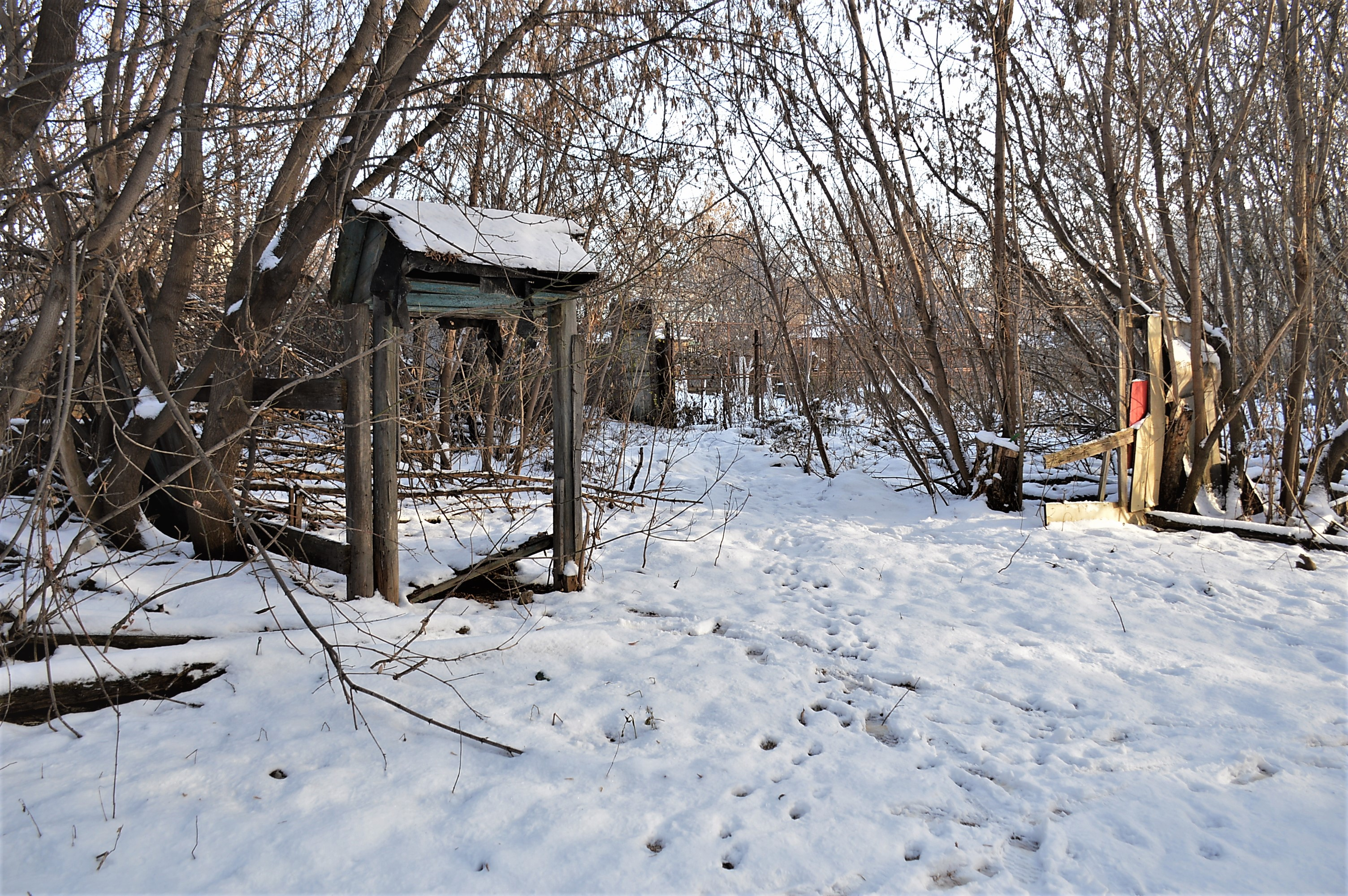
Разрушенное домовладение по улице 1-я Заводская (ноябрь 2021)